# John Freind

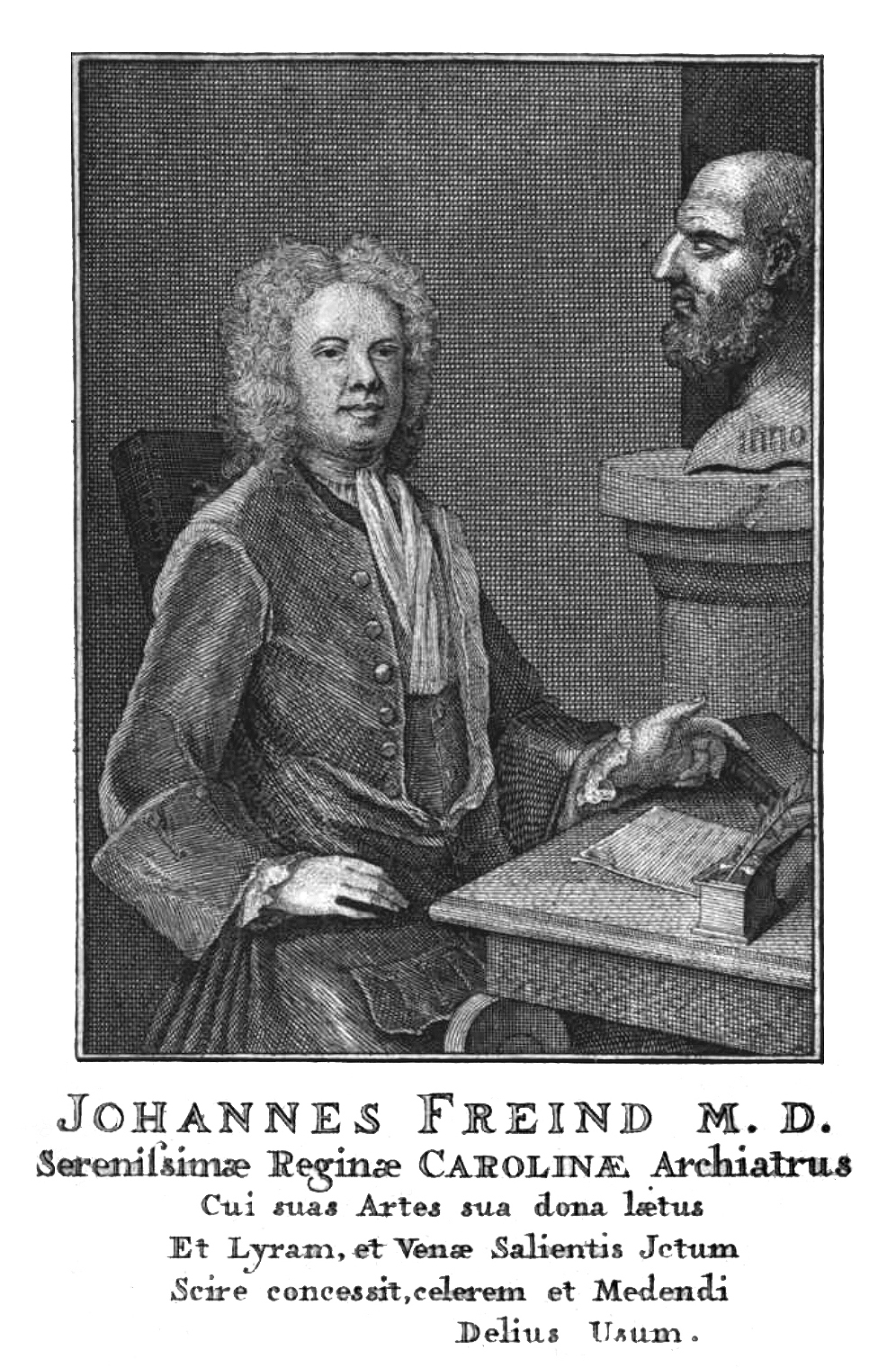
John Freind 1675–1728

John Freind (* 1675 in Croughton / Northamptonshire; † 26. Juli 1728 in London) war ein englischer Arzt. Er war Anhänger der Lehren Newtons und erklärter Jakobiter.

## Leben
John Freind war der Sohn eines reformierten Pfarrers. Er hatte zwei ältere Brüder und eine jüngere Schwester. Seine Schulausbildung erhielt John an den royalistisch orientierten Instituten Westminster School in London und ab August 1694 am Christ Church College in Oxford.

### Oxford
Am Christ Church College war Henry Aldrich Dekan und Francis Atterbury lehrte alte Sprachen. In Philosophie erhielt Freind 1698 einen BA- und 1701 einen MA-Abschluss und er entschied sich weiter für ein Medizinstudium. Bereits vor dem Erwerb des medizinischen Bachelorexamens publizierte er kleinere medizinische Abhandlungen in Zeitschriften. Viel Beachtung fand seine 1703 veröffentlichte Arbeit („Emmenologia …“), in der er die Monatsblutung iatromechanisch deutete. 1704 hielt er in Oxford im Ashmole-Museum neun Vorlesungen über Chemie, die er ab 1709 überarbeitet veröffentlichte. Die 1710 in Amsterdam erschienene lateinische Übersetzung dieser Arbeit bewirkte eine Reaktion des Hallenser Philosophen Christian Wolff.

### Arzt im Spanischen Erbfolgekrieg
Als Arzt begleitete Freind 1705–1707 die von Charles Mordaunt, 3. Earl of Peterborough kommandierte britisch-niederländische Expeditionsstreitkraft im Spanischen Erbfolgekrieg. Nach Ablauf von zwei Schlachten begab er sich nach Rom, wo er von Giorgio Baglivi und Giovanni Maria Lancisi zuvorkommend empfangen wurde. Er kehrte nach England zurück und erhielt am 12. Juni 1707 in Oxford sein medizinisches MD-Diplom. Am 3. Dezember 1709 heiratete er Anne Morice, Tochter von William Morice, Zahlmeister in Peterboroghs Armee in Spanien. Sie bekamen ein Kind (John 1717–1750). 1712–1713 diente Freind in Flandern unter dem Duke of Ormonde in den englischen Landstreitkräften auf dem Kontinent.

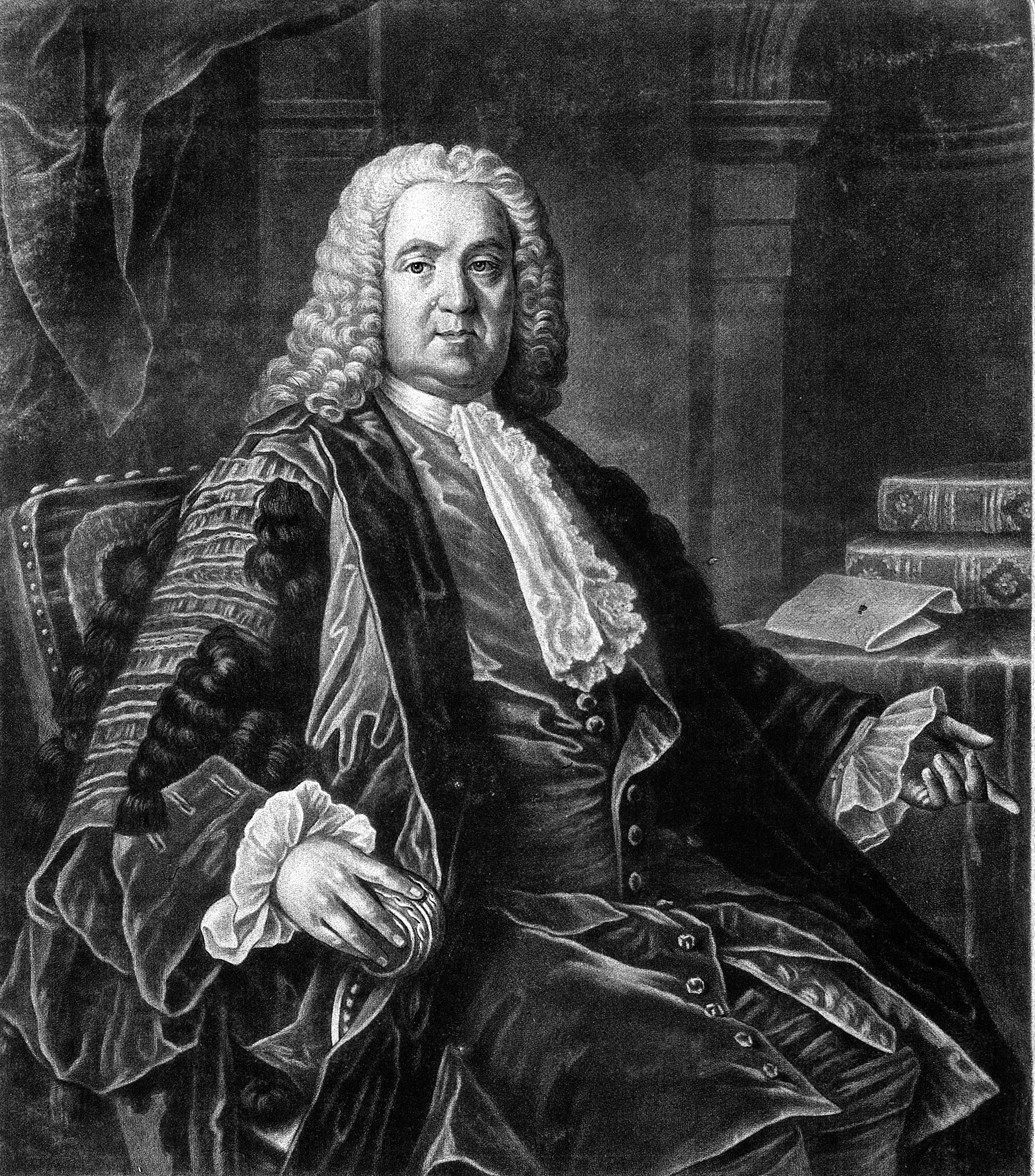
Rich. Mead 1673–1754

- 1712 wurde Freind Mitglied der Londoner Royal Society. 1713 ließ er sich in London als Arzt nieder. Erst 1716 wurde der Royalist Freind zusammen mit dem Liberalen Richard Mead Mitglied des Royal College of Physicians. Beide waren Anhänger der Lehren Newtons.
- Bei den Wahlen ins Unterhaus von 1722 kandidierte er erfolgreich als Tory für den kleinen Wahlbezirk Launceston in der Grafschaft Cornwall und er war damit Abgeordneter im Unterhaus.
- 1727 wurde er Arzt der Königin Caroline.

### Pocken
Behandlung der Pocken. Mead und Freind wurden ab 1716 in eine Kontroverse über die beste Behandlung der Pocken („smallpox“) verwickelt. Nach allgemeiner Ansicht war der Sitz dieser Erkrankung im Magen. Mead und Freind empfahlen als Therapie eine Entfernung des Krankheitsstoffes durch Ausleitung über den Darm, während andere ihn durch Erbrechen beseitigen wollten. 1716 veröffentlichte Freind eine medizinhistorische Studie über das erste und das dritte Buch der Epidemien des Corpus Hippocraticum, welche dieses Problem behandelten. Freind und Mead wurden deswegen von John Woodward, der eine Behandlung durch das Erzeugen von Erbrechen befürwortete, heftig angegriffen, und auch der Leipziger Privatgelehrte Daniel Triller antwortete mit einer Streitschrift.
Pockenschutzimpfung durch „Variolation“. 1721 führte der Arzt von Lady Montagu, der Frau eines englischen Diplomaten in Istanbul, die Pockenschutzimpfung durch „Variolation“ in England ein. Dabei wurde durch Einritzen von etwas Flüssigkeit aus den Pockenbläschen der Haut eines erkrankten Menschen in die Haut eines gesunden Menschen eine künstliche Erkrankung erzeugt. Nach dem Überstehen dieser künstlich erzeugten Krankheit folgte meist, aber nicht sicher, eine Immunität. Nachdem die Methode erfolgreich an Strafgefangenen getestet war, wurde sie allgemein eingeführt, fand jedoch auch zahlreiche Gegner. Zu diesen zählte John Freind, der deshalb in einen öffentlich geführten Disput verwickelt wurde. Von der Pockenschutzimpfung durch „Variolation“ ist die 1796 durch Edward Jenner eingeführte Pockenschutzimpfung durch „Vaccination“ zu unterscheiden.

### Atterbury-Putsch 1722 / 23

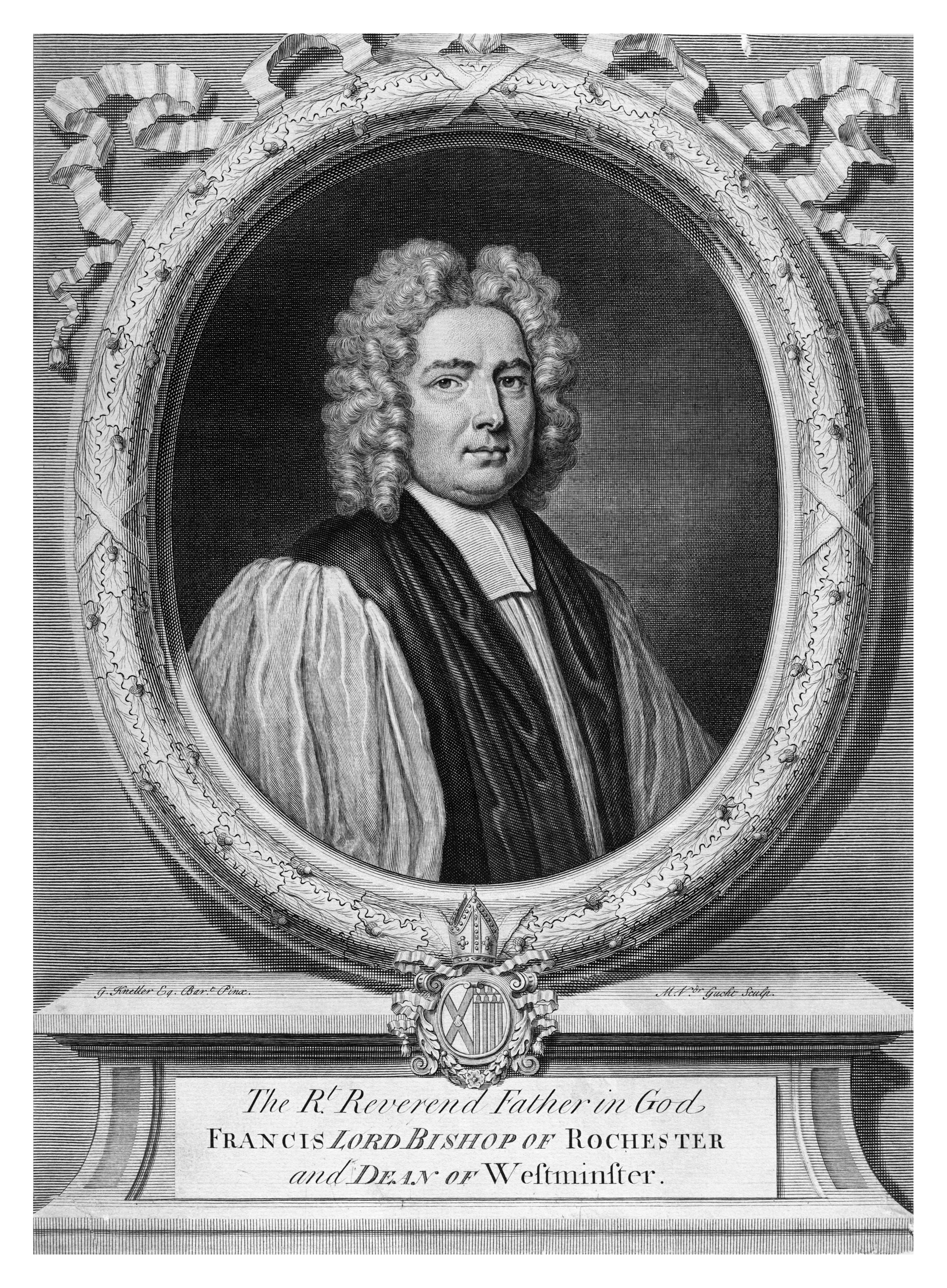
Fr. Atterbury 1663–1732

Zu Beginn des 18. Jahrhunderts wurde die Politik in Großbritannien durch die Frage der Thronfolge und durch den daraus erwachsenden Konflikt zwischen den katholischen Stuarts und dem überwiegend protestantischen Land bestimmt. Aber auch Protestanten wie John Freind und sein Oxforder Tutor Francis Atterbury waren überzeugt, dass die Rechte und Privilegien der Church of England unter den katholischen Stuarts sicherer waren als unter den protestantischen Hannoveranern. Von 1688 bis 1766 wurde wiederholt versucht, die im Exil lebenden Thronprätendenten der Stuarts in England an die Macht zu bringen. So auch beim Atterbury-Putsch 1722/23, in dessen Vorbereitungen John Freind mit großer Wahrscheinlichkeit eingebunden war, wobei ihm das nicht sicher nachgewiesen werden konnte.
Der Haupt-Verschwörer 1722/23 war Francis Atterbury, Freinds früherer Tutor in Oxford, jetzt Dekan in Westminster, Bischof von Rochester und damit Mitglied des Oberhauses. Atterbury war auch verwandtschaftlich mit Freind verbunden. Der Atterbury-Putsch wurde durch den Schatzmeister Robert Walpole aufgedeckt. Atterbury wurde am 24. August 1722 verhaftet und im Tower eingesperrt. Am 15. März 1723 wurde auch Freind auf Betreiben Walpoles in den Tower gebracht. Atterbury wurde schließlich zur Verbannung verurteilt und verließ am 18. Juni 1723 das Land in Richtung Frankreich. Nachdem Richard Mead sich für ihn eingesetzt hatte, wurde auch Freind wenig später entlassen. Während seiner Haft im Tower schrieb Freind seine zweibändige History of physick, die er Mead widmete.

### Voltaire

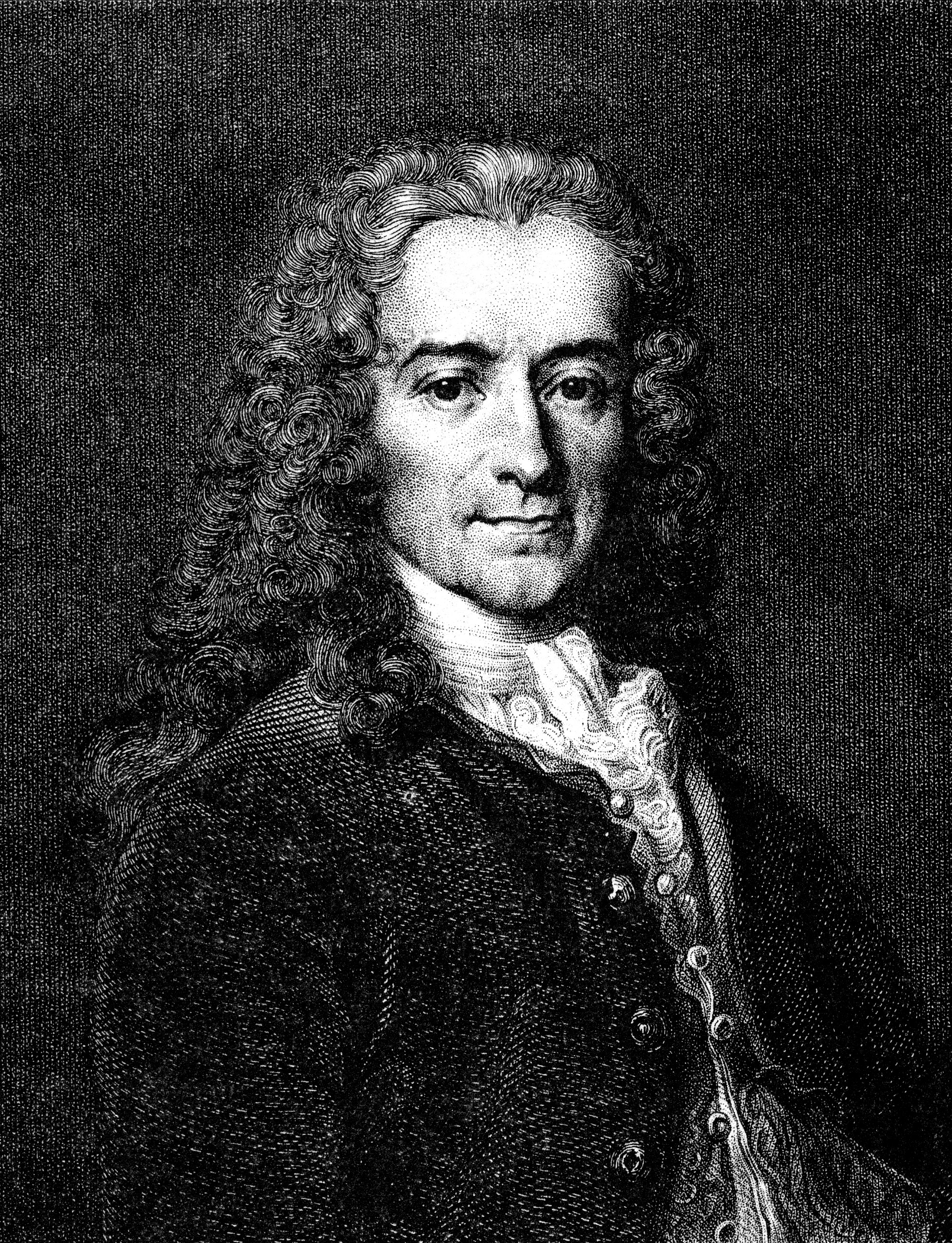
Voltaire 1694–1778

Im Juli 1728 schrieb Voltaire an Dr. Richard Towne, der eine englische Übersetzung von Voltaires Henriade vorbereitete:
„… Dr. Freind stirbt, weil er sich selbst verarztet hat. Er nahm zehn Unzen herapicra und etwas Senna auf einmal, und seitdem liegt er sprachlos. Man muss das als eine Art Selbstmord ansehen. Ich hoffe, Sie behandeln sich selbst nicht so gewalttätig. Nehmen Sie bitte mehr Rücksicht auf Ihre Gesundheit.
Ich höre in diesen Minuten, dass Dr. Freind gestorben ist. Er hinterlässt ein stattliches Vermögen und eine große Reputation, die durch nichts als durch seine letzte Krankheit geschmälert werden kann. Er war der einzige Patient, den er so schlecht behandelt hat.“
Fünfzig Jahre nach Freinds Tod machte Voltaire ihn und seinen Sohn „Jenni“ (John Freind 1717–1750) zu fiktiven Akteuren in seinem theologischen Diskurs Histoire de Jenni, ou le sage et l’athée.
In Voltaires Bibliothek in Ferney fand man nach seinem Tod Ausgaben von Freinds History of physick in französischer Übersetzung und von Freinds Bericht über Peterboroughs Kriegsführung in Spanien. Aus diesem Bericht hatte Voltaire Freinds Ansicht über den Spanischen Erbfolgekrieg in seine Abhandlung Siècle de Louis XIV übernommen.

## Werke
- Emmenologia: In Qua Fluxus Muliebris Menstrui Phaenomena, Periodi, Vitia cum Medendi Methodo, ad Rationes Mechanicas exiguntur. E Theatro Sheldoniano, Oxoniae 1703 (Digitalisat).
  - Emmenologia: in qua fluxus muliebris menstrui phaenomena, periodi, vitia cum medendi methodo, ad rationes mechanicas exiguntur. J. Hofhout und C. Wishoff, Rotterdam 1711 (Digitalisat)
  - 3. Auflage 1720 (Digitalisat)
  - Emmenologia: in qua fluxus muliebris menstrui phaenomena, periodi, vitia, cum medendi methodo, ad rationes mechanicas exiguntur. Jansson-Waesberg, Amsterdam 1726 (Digitalisat)
  - Thomas Dale (Übersetzer): Emmenologia. T. Cox, London 1729 (Digitalisat)
  - Devaux (Übersetzer). Emmenologie: ou traité de l'évacuation ordinaire aux femmes, ou l’on explique les phénomenes, les retours, les vices, & la méthode curative, qui la concernent selon les loix de la Mécanique. J. Clouzier, Paris 1738 (Digitalisat)

- An account of the Earl of Peterborow’s conduct in Spain, chiefly since the raising of the siege of Barcelona, 1706. To which is added, the Campagne of Valencia: with original papers. J. Bowyer, London 1707 (Digitalisat)

- Praelectiones chymicae, in quibus omnes fere oparationes chymicae ad vera principia &  ipsius Naturae Leges rediguntur, Ann. 1704. Oxonii, in Museo Ashmoleano habitae. J. Bowyer, London 1709 (Digitalisat) 
  - Praelectiones chymicae: in quibus omnes fere operationes chymicae ad vera principia et ipsius naturae leges rediguntur, Oxonii habitae. Jansson-Waesberg Amsterdam 1710 (Digitalisat); 1718 (Digitalisat)
  - Chymical lectures: in which almost all the operations of chymistry are reduced to their true principles, and the laws of nature. Read in the Museum at Oxford, 1704. London 1712; 2. Aufl. London Printed by J.W. for C. Bowyer, 1729.

- Commentarii novem de febribus ad Hippocratis de Morbis popularibus libros primum et tertium accomodati.  London 1716; Jansson-Waesberg, Amsterdam 1717 (Digitalisat)
  - Thomas Dale (Übersetzer): Nine Commentaries upon Fevers: And Two Epistles Concerning the Smallpox, Addressed to Dr. Mead. T. Cox, London 1730 (Digitalisat).

- De purgantibus in secunda variolarum confluentium fibre, adhibendis epistola. Hofhout, Rotterdam 1720 (Digitalisat)
  - Ad celeberrimum virum Richardum Mead, de quibusdam Variolarum generibus Epistola II. Hofhout, Rotterdam 1724 (Digitalisat)

- The history of physick; from the time of Galen, to the beginning of the sixteenth century. Chiefly with regard to practice. In a discourse written to Dr. Mead. J. Walthoe. 1. Auflage, Band 1 (1725) (Digitalisat), Band 2 (1726) (Digitalisat); 2. Auflage, Band 1 (1725) (Digitalisat), Band 2 (1727) (Digitalisat)
  - Etienne Coulet (Übersetzer). Histoire de la médecine depuis Galien, jusqu'au comencement du seizième siècle : où l'on voit les progrês de cet art de siècle en siècle, par rapport principalement à la pratique ... Ecrite en forme de Discours adresse au Docteur Mead. J. A. Langerak, Leiden 1727, Band 1 (Digitalisat), Band 2 , Band 3 (Digitalisat)
  - Histoire de la medecine depuis Galien jusqu'au XVI siecle : où l'on voit les progrès de cet art de siécle en siécle, par rapport principalement à la pratique : les nouvelles maladies qu'on a vû naître, & les noms des médecins : avec les circonstances les plus remarquables de leur vie, leurs découvertes, leurs opinions, & enfin leur méthode de traiter les maladies. Jaques Vincent, Paris 1728 (Digitalisat)
  - Joanne Wigan (Übersetzer). Historia medicinae a Galeni tempore usque ad initium saeculi decimi sexti: in qua ea praecipue notantur quae ad Praxin pertinent / Anglice scripta Ad Ricardum Mead, M.D. Latine conversa a Joanne Wigan, M.D. J. A. Langerak, Leiden 1734 (Digitalisat) (Digitalisat)
  - Johannis Freind medicinae doctoris, Historia medicinae a Galeni tempore usque ad initium saeculi decimi sexti : in qua ea praecipue notantur quae ad praxin pertinent. Sebastianus Coletus, Venedig 1735 (Digitalisat)

- Joannis Freind Medicinae Doctoris Coll. Med. Lond. & Societatis Regiae Socii Opera Omnia. Venedig 1733 (Digitalisat)

- Opera omnia. Nempe Commentarii novem de Febribus. De Purgantibus in secunda Variolarum Cofluentium Febra Epistola. Praelectiones Chymicae. Emmenologiae. Nunc primum in unum collecta. F. Musca, Napoli 1730 (Digitalisat);  Lyon 1750 (Digitalisat)